# Oremus et pro perfidis Judaeis
Oremus et pro perfidis Judæis – jedno z wezwań łacińskiej modlitwy powszechnej, używane podczas Liturgii Wielkiego Piątku przed zmianami dokonanymi przez papieża Jana XXIII.

## Formuła przed reformą Jana XXIII (1959)
Przed rokiem 1959 wezwanie miało formę:

Oremus et pro perfidis Judaeis: ut Deus et Dominus noster auferat velamen de cordibus eorum; ut et ipsi agnoscant Jesum Christum Dominum nostrum.
Omnipotens sempiterne Deus, qui etiam Judaicam perfidiam a tua misericordia non repellis: exaudi preces nostras, quas pro illius populi obcaecatione deferimus; ut agnita veritatis tuae luce, quae Christus est, a suis tenebris eruantur. Per eundem Dominum...

W języku polskim:

Módlmy się i za Żydów wiarołomnych: niech Bóg i Pan nasz zdejmie zasłonę z ich serc, aby i oni poznali Jezusa Chrystusa Pana naszego.
Wszechmogący, wieczny Boże, który nawet wiarołomnych Żydów nie odrzucasz od swego miłosierdzia, wysłuchaj próśb naszych, jakie zanosimy za ten naród zaślepiony, aby uznając światło prawdy, którym jest Jezus Chrystus, został wyrwany ze swoich ciemności. Przez tegoż Pana....

## Pochodzenie i umocowanie teologiczne
Już od chwili swojego powstania Kościół postrzega żydów (wyznawców judaizmu) jako tych, którzy nie uwierzyli w Chrystusa i jego naukę o Zbawieniu.
Ojcowie Kościoła: święci Jan Chryzostom i Grzegorz z Nazjanzu podnosili w swoich pismach wiele teologicznych argumentów przeciwko judaizmowi.
Sformułowanie wiarołomny Żyd pojawiło się po raz pierwszy w Kodeksie Teodozjusza z 438. Jednak dopiero w VII wieku wprowadzono je do liturgii Wielkiego Piątku.

## Formuła Jana XXIII (1959)
W 1959 papież Jan XXIII usunął z tych modlitw słowo perfidis, widząc w nim przejaw antysemityzmu oraz dodał wezwania Oremus. Flectamus genua. Levate, które znajdowały się w innych modlitwach wielkopiątkowych.

Oremus et pro Iudaeis: ut Deus et Dominus noster auferat velamen de cordibus eorum; ut et ipsi agnoscant Iesum Christum Dominum nostrum.
Oremus. Flectamus genua. Levate.
Omnipotens sempiterne Deus, qui Iudaeos etiam a tua misericordia non repellis: exaudi preces nostras, quas pro illius populi obcaecatione deferimus; ut agnita veritatis tuae luce, quae Christus est, a suis tenebris eruantur. Per eundem Dominum...

W języku polskim:

Módlmy się także za Żydów: Niech Bóg i Pan nasz usunie zasłonę z ich serc, aby i oni uznali Jezusa Chrystusa, Pana naszego.
Módlmy się. Klęknijmy. Powstańcie.
Wszechmogący, wieczny Boże, Ty nie odmawiasz Swego miłosierdzia także Judajczykom, wysłuchaj naszych modlitw za ten zaślepiony lud. Niech zaznawszy światła Twej prawdy, którym jest Chrystus, zostanie wybawiony ze swoich ciemności. Przez tegoż Pana....

## Formuła Pawła VI (1965)
W okresie reform liturgicznych, w Mszale Rzymskim zatwierdzonym w 1965 po zmianach dokonanych w oparciu o wskazania Konstytucji o Liturgii oraz po kolejnych zmianach w 1967, w edycjach z lat 1966–1968 w wersjach dwujęzycznych (łacińsko-narodowych), Paweł VI, umieścił nową formułę w brzmieniu:

Oremus et pro Iudaeis, ut Deus et Dominus noster faciem suam super eos illuminare dignetur; ut et ipsi agnoscant omnium Redemptorem, Iesum Christum Dominum nostrum.
Oremus. Flectamus genua. Levate.
Omnipotens sempiterne Deus, qui promissiones tuas Abrahae eiusque semini contulisti, Ecclesiae tuae preces clementer exaudi, ut populus acquisitionis antiquae ad Redemptionis mereatur plenitudinem pervenire. Per Dominum nostrum... Amen.

W języku polskim:

Módlmy się także za Żydów: Niech Bóg i Pan nasz raczy ukazać im swoje jaśniejące Oblicze, aby i oni uznali Odkupiciela wszystkich ludzi, Jezusa Chrystusa, Pana naszego.
Módlmy się. Klęknijmy. Powstańcie.
Wszechmogący, wieczny Boże, Ty dałeś swoje obietnice Abrahamowi i jego potomkom; wysłuchaj łaskawie próśb swojego Kościoła, aby lud, który niegdyś był narodem wybranym, mógł osiągnąć pełnię Odkupienia. Przez Pana naszego... Amen.

## Formuła Pawła VI (1970)
W Nowym Obrządku Mszy, promulgowanym w 1969 roku, który wszedł w życie w kwietniu 1970 roku, Paweł VI zmienił pierwszą część modlitwy, pozbawiając ją charakteru jednoznacznego wezwania o nawrócenie Żydów do Jezusa Chrystusa, a w drugiej części zamienił acquisitionis antiquae (starego wybrania) na acquisitionis prioris (pierwszego wybrania):

Oremus et pro Iudaeis, ut, ad quos prius locutus est Dominus Deus noster, eis tribuat in sui nominis amore et in sui foederis fidelitate proficere.
Omnipotens sempiterne Deus, qui promissiones tuas Abrahae eiusque semini contulisti, Ecclesiae tuae preces clementer exaudi, ut populus acquisitionis prioris ad redemptionis mereatur plenitudinem pervenire. Per Christum Dominum nostrum. Amen.

Tekst polski w edycjach typowych Mszału dla diecezji polskich z 1970 i 1986 roku:

Módlmy się za Żydów, do których przodków Pan Bóg przemawiał, aby pomógł im wzrastać w miłości ku Niemu i w wierności Jego przymierzu.
Wszechmogący, wieczny Boże, Ty dałeś swoje obietnice Abrahamowi i jego potomkom; wysłuchaj łaskawie prośby swojego Kościoła, aby lud, który niegdyś był narodem wybranym, mógł osiągnąć pełnię odkupienia. Przez Chrystusa, Pana naszego. Amen.

W 2022 roku Kongregacja ds. Kultu Bożego i Dyscypliny Sakramentów na wniosek Konferencji Episkopatu Polski zezwoliła na nowy polski tekst modlitwy:

Módlmy się za Żydów, do których najpierw Pan Bóg nasz przemówił, aby pomógł im wzrastać w miłości Jego Imienia i w wierności Jego przymierzu.
Wszechmogący, wieczny Boże, Ty dałeś swoje obietnice Abrahamowi i jego potomstwu; wysłuchaj łaskawie próśb Twego Kościoła, aby lud, który jako pierwszy nabyłeś na własność, mógł osiągnąć pełnię odkupienia. Przez Chrystusa, Pana naszego. Amen.

## Formuła Benedykta XVI (2008)
Od września 2007 roku Benedykt XVI swoim motu proprio Summorum Pontificum dopuścił powszechne odprawianie Mszy Świętej w rycie trydenckim na podstawie mszału Jana XXIII, w którym modlitwa ta występuje w wersji pozbawionej słowa „wiarołomni”. Aby uniknąć nieporozumień na tle teologicznym, w 2008 r. Benedykt XVI zmienił formułę tej modlitwy. Obecnie dla Nadzwyczajnej formy rytu rzymskiego brzmi ona:

Oremus et pro Iudaeis. Ut Deus et Dominus noster illuminet corda eorum, ut agnoscant Iesum Christum salvatorem omnium hominum.
Oremus. Flectamus genua. Levate.
Omnipotens sempiterne Deus, qui vis ut omnes homines salvi fiant et ad agnitionem veritatis veniant, concede propitius, ut plenitudine gentium in Ecclesiam Tuam intrante omnis Israel salvus fiat. Per Christum Dominum nostrum. Amen.

W języku polskim:

Módlmy się także za Żydów. Aby Bóg i Pan nasz oświecił ich serca, by poznali Jezusa Chrystusa, Zbawiciela wszystkich ludzi.
Módlmy się. Klęknijmy. Powstańcie.
Wszechmogący, wieczny Boże, który chcesz, by wszyscy ludzie zostali zbawieni i doszli do poznania prawdy, spraw łaskawie, aby kiedy pełnia ludów wejdzie do Twojego Kościoła, cały Izrael został zbawiony. Przez Chrystusa, Pana naszego. Amen.